# R530
R530 – rodzina francuskich kierowanych pocisków rakietowych przeznaczonych do niszczenia celów powietrznych opracowanych przez firmę Matra, produkowanych później także przez europejskie konsorcjum MBDA.

## Historia
Prace konstrukcyjne pocisku rozpoczęto w połowie lat 50. Projekt pocisku R530 bazował na doświadczeniach z wcześniejszymi pociskami naprowadzanymi termicznie R510 i półaktywnym systemem radiolokacyjnym R511 przenoszonymi przez samoloty francuskich sił powietrznych (Armée de l'Air) Vautour i Mirage III, oraz marynarki wojennej (Aéronavale) Aquilon. Pocisk R530 posiadał wymienną głowicę naprowadzającą z systemem na podczerwień do ataków na krótkie i półaktywnym radiolokacyjnym na średnie odległości. R530 wprowadzono do uzbrojenia wojsk francuskich w 1963 roku, a produkcję kontynuowano do końca lat 70.
W 1968 rozpoczęto konstruowanie wersji rozwojowej pocisku oznaczonej jako Super 530F zdolnej przechwytywać cele, zwłaszcza bombowce, lecące na wysokich pułapach z dużymi prędkościami. Testy z nowym pociskiem trwały od 1971 roku do 1973. Pierwsze udane przechwycenie celu przy pomocy tego pocisku miało miejsce w 1974 roku, a odpalenie z samolotu Mirage F1 w 1976. Na początku roku następnego podpisano kontrakt na dostawę pocisków dla francuskich sił zbrojnych wprowadzając je na uzbrojenie Armée de l'Air w 1980. Pierwsze użycie pocisku wystrzelonego z samolotu Mirage 2000 miało miejsce w 1981 roku.
Trzecia generacja pocisku oznaczona jako Super 530D została opracowana w 1979 roku. Super 530D był naprowadzany półaktywnym systemem radiolokacyjnym z radarem Dopplera, stąd w nazwie litera D. W porównaniu do wcześniejszych wersji pocisk charakteryzował się dłuższym zasięgiem oraz, dzięki nowemu radarowi, możliwością atakowania nisko lecących celów powietrznych. Posiadał również możliwość współpracy z wprowadzonym ówcześnie do samolotów Mirage 2000 impulsowymi radarami dopplerowskimi RDI.
Pociski serii R530 były przeznaczone do przenoszenia przez samoloty Mirage III, Mirage F1, Mirage 2000, F-8E (FN) Crusader i Rafale.

## Konstrukcja pocisków R530

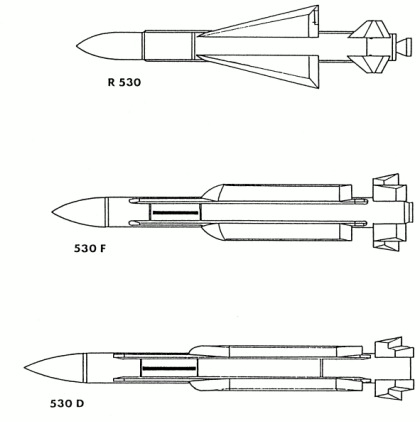
Rodzina pocisków R530

- R530 – pierwsza wersja pocisku z czterema trójkątnymi powierzchniami sterowymi w tylnej części kadłuba. Posiadał wymienny system naprowadzający radiolokacyjny półaktwny i pasywny termiczny naprowadzający pocisk na źródło ciepła z możliwością ataku tylko z tylnej półsfery.
- Super 530F – w porównaniu do poprzednika produkowany tylko w wersji naprowadzanej radiolokacyjnie. Posiadał ceramiczną osłonę anteny radarowej, dodatkowe długie powierzchnie nośne oraz znacznie mniejsze usterzenie w tylnej części kadłuba. Pocisk w tej wersji był dłuższy i cięższy od poprzednika, posiadał również cięższą, odłamkowo-burzącą głowicę bojową o masie 30 kg i promieniu rażenia 20 metrów. Naprowadzanie odbywało się poprzez opromieniowanie celu radarem samolotu nosiciela. Silnik rakietowy typu SNPE na paliwo stałe, rozpędzał pocisk do prędkości około Mach 4,5 umożliwiając przechwycenie celu na dystansie 25 km i pułapie do 23000 metrów.
- Super 530D – posiadał ten sam układ aerodynamiczny co R530F, ale o mniejszej rozpiętości powierzchni nośnych i sterowych. Wykonany ze stali nierdzewnej kadłub został wydłużony w celu zainstalowania większego dwustopniowego silnika rakietowego i systemu naprowadzania z nową osłoną. Głowica bojowa pocisku jest taka sama jak w wersji R530F. System naprowadzający z półaktywnym radarem dopplerowskim wykazywał dużą odporność na środki zakłócające i zdolność do atakowania celów na niskich pułapach. Pocisk Super 530D osiągał prędkość dochodzącą do Ma 5 i był zdolny przechwytywać cele na pułapach do 24400 metrów.

## Użycie pocisków R530
Do 1978 roku wyprodukowano około 4000 sztuk pocisków w pierwszej wersji R530. Podczas wojny o Falklandy-Malwiny strona argentyńska używała tych pocisków przeciwko samolotom brytyjskim.
Łącznie wyprodukowano 2370 sztuk pocisków w wersjach Super 530F i 530D, które poza Francją weszły na uzbrojenie wielu krajów takich jak Argentyna, Australia, Belgia, Brazylia, Egipt, Gabon, Indie, Irak, Kolumbia, Kuwejt, Liban, Libia, Pakistan, RPA, Szwajcaria i Wenezuela.